# 尼各老小堂
尼各老小堂（義大利語：Cappella Niccolina）是梵蒂岡宗座宫内的一座小圣堂。它的壁画是安杰利科修士（1447年至1451年）和他的助手的作品。小堂名称是来自它的赞助人教宗尼各老五世，他兴建此堂作为他的私人小堂。
小堂位于教宗依诺增爵三世的塔楼内，宗座宮最古老的部分。墙壁上装饰着安杰利科修士的最早的两名基督教殉难者的画像；上层是《圣斯德望的生平事迹》，下层是《圣老楞佐的生平事迹》。顶部被漆成蓝色，装饰着星星，在角落里《四福音》作者像。壁柱装饰有八位教会聖師像。
安杰利科修士在祭坛背后的墙上画了《基督下十字架》，不过已经被毁。然而，他在弦月窗的其他作品保存完好。

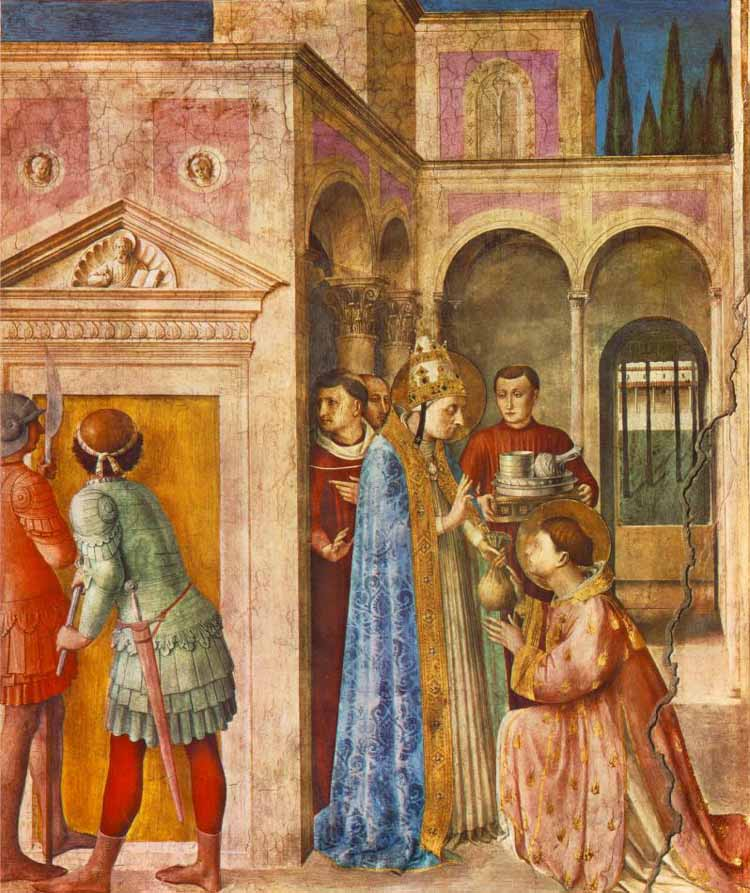
《圣老楞佐接收教会珍宝》，322 x 412毫米

圣斯德望场景来自于黄金传说，而圣老楞佐场景来源于城外圣老楞佐圣殿，他被埋葬的地方。斯德望是一名说希腊语的犹太人，在耶路撒冷被圣伯多禄祝圣为第一批执事之一 -《祝圣圣斯德望与圣斯德望分发施舍》（半月楣）。他的布道与与公会的争论（《圣斯德望的布道与公会的争论》）为他引来了这个城市里对手们的敌意，最终在城门口前被石头打死（《圣斯德望殉道》）。
老楞佐是一位执事，教宗西斯笃二世《祝圣圣老楞佐为执事》，委托他将教会的宝藏交给罗马帝国皇帝瓦勒良（《圣老楞佐接收教会珍宝》），但是老楞佐将财宝分给了穷人（《圣老楞佐分发施舍》），他为此被带到瓦勒良面前（《圣老楞佐在瓦勒良面前》），然后殉道（《圣老楞佐殉道》）。壁画强调这两个人物生活的相似性：都被祝圣为执事，都给予穷人施舍，都是在勇敢的信仰声明之后殉道。两个圣徒的选择也显示了耶路撒冷的教会和罗马之间的联系。 
这些壁画充满了精美的建筑细节，也暗示尼各老五世重建罗马作为基督教新首都的愿望。《圣斯德望殉道》中的大墙暗示罗马城墙的重建。此外，在耶路撒冷的犹太社团的分裂，可以与尼各老所见证的基督教的分裂相比（在壁画中描绘成教宗西斯笃二世）。

## 湿壁画

### 半月楣 （从左起）
1. 《祝圣圣斯德望与圣斯德望分发施舍》（左墙）
2. 《圣斯德望的布道与公会的争论》（中墙）
3. 《圣斯德望殉道》（右墙）

### 中部（从左起）
1. 《祝圣圣老楞佐为执事》（左墙）
2. 《圣老楞佐接收教会珍宝》（中墙左侧）
3. 《圣老楞佐分发施舍》（中墙右侧）
4. 《圣老楞佐在瓦勒良面前》（右墙左侧）
5. 《圣老楞佐殉道》（右墙右侧）